# 许才军
许才军，江苏江阴人，武汉大学测绘学院副院长、教授。入选中华人民共和国教育部第八批"长江学者"特聘教授、国家自然资源部高层次科技创新人才，曾获得中国教育部自然科学一等奖项。